# Kavadimatti, Muddebihal
Kavadimatti là một làng thuộc tehsil Muddebihal, huyện Bijapur, bang Karnataka, Ấn Độ.